# Walther Aeschbacher
Walther Aeschbacher (Bern, 1901. október 2. – Bern, 1969. december 6.) svájci zeneszerző. A Berni Egyetemen matematikát, kémiát, fizikát és zenetudományt hallgatott. Emellett a konzervatóriumban csellót, zongorát és összhangzattant tanult.1921-ben a müncheni Akademie der Tonkunstba iraatkozott át, és 1924-ben zeneszerzői és karmesteri diplomát szerzett. Bernbe visszatérve zenekritikusként, tanárként és kórusvezetőként dolgozott.1929–30-ban Felix Weingartner tanítványa volt Bázelben. A következő harminc évben számos svájci városban dolgozott. Zeneszerzőként az operán kívül szinte minden műfajban alkotott.